# Остелл (Джорджія)
Остелл (англ. Austell) — місто (англ. city) в США, в окрузі Кобб штату Джорджія. Населення — 7713 особи (2020).

## Географія
Остелл розташований за координатами 33°49′13″ пн. ш. 84°38′39″ зх. д. / 33.82028° пн. ш. 84.64417° зх. д. (33.820281, -84.644267).  За даними Бюро перепису населення США в 2010 році місто мало площу 15,50 км², з яких 15,46 км² — суходіл та 0,04 км² — водойми.

### Клімат
| Клімат : Остелл              | Клімат : Остелл | Клімат : Остелл | Клімат : Остелл | Клімат : Остелл | Клімат : Остелл | Клімат : Остелл | Клімат : Остелл | Клімат : Остелл | Клімат : Остелл | Клімат : Остелл | Клімат : Остелл | Клімат : Остелл | Клімат : Остелл |
| Показник                     | Січ.            | Лют.            | Бер.            | Квіт.           | Трав.           | Черв.           | Лип.            | Серп.           | Вер.            | Жовт.           | Лист.           | Груд.           | Рік             |
| Абсолютний максимум, °C      | 26,7            | 26,7            | 31,7            | 33,9            | 35,6            | 38,3            | 40,0            | 40,0            | 37,2            | 33,3            | 30,0            | 26,7            | 40,0            |
| Середній максимум, °C        | 10,0            | 12,8            | 17,8            | 22,2            | 26,1            | 30,0            | 31,7            | 31,1            | 28,3            | 22,8            | 17,2            | 12,2            | 21,9            |
| Середній мінімум, °C         | −1,1            | 1,1             | 3,3             | 7,2             | 12,2            | 16,7            | 18,9            | 18,3            | 15,0            | 7,8             | 3,3             | −0,6            | 8,6             |
| Абсолютний мінімум, °C       | −24,4           | −18,9           | −13,9           | −6,1            | 0,0             | 4,4             | 10,0            | 8,9             | −1,1            | −5,6            | −12,8           | −20             | −24,4           |
| ---------------------------- | --------------- | --------------- | --------------- | --------------- | --------------- | --------------- | --------------- | --------------- | --------------- | --------------- | --------------- | --------------- | --------------- |
| Джерело: The Weather Channel |                 |                 |                 |                 |                 |                 |                 |                 |                 |                 |                 |                 |                 |

## Демографія
Згідно з переписом 2010 року, у місті мешкала 6581 особа в 2285 домогосподарствах у складі 1646 родин. Густота населення становила 425 осіб/км².  Було 2737 помешкань (177/км²).
Расовий склад населення:
| - 55,4 % — чорних або афроамериканців - 33,0 % — білих - 1,5 % — азіатів - 0,2 % — корінних американців - 0,1 % — вихідців з тихоокеанських островів - 6,8 % — осіб інших рас |

До двох чи більше рас належало 2,9 %. Частка іспаномовних становила 11,9 % від усіх жителів.
За віковим діапазоном населення розподілялося таким чином: 29,1 % — особи молодші 18 років, 64,3 % — особи у віці 18—64 років, 6,6 % — особи у віці 65 років та старші. Медіана віку мешканця становила 34,1 року. На 100 осіб жіночої статі у місті припадало 90,8 чоловіків;  на 100 жінок у віці від 18 років та старших — 85,8 чоловіків також старших 18 років.
Середній дохід на одне домашнє господарство  становив 55 096 доларів США (медіана — 47 378), а середній дохід на одну сім'ю — 64 762 долари (медіана — 61 218). Медіана доходів становила 31 895 доларів для чоловіків та 41 352 долари для жінок. За межею бідності перебувало 17,2 % осіб, у тому числі 21,2 % дітей у віці до 18 років та 2,9 % осіб у віці 65 років та старших.
Цивільне працевлаштоване населення становило 2903 особи. Основні галузі зайнятості: освіта, охорона здоров'я та соціальна допомога — 16,2 %, мистецтво, розваги та відпочинок — 15,5 %, науковці, спеціалісти, менеджери — 12,8 %, роздрібна торгівля — 10,3 %.